# Carro riscaldo

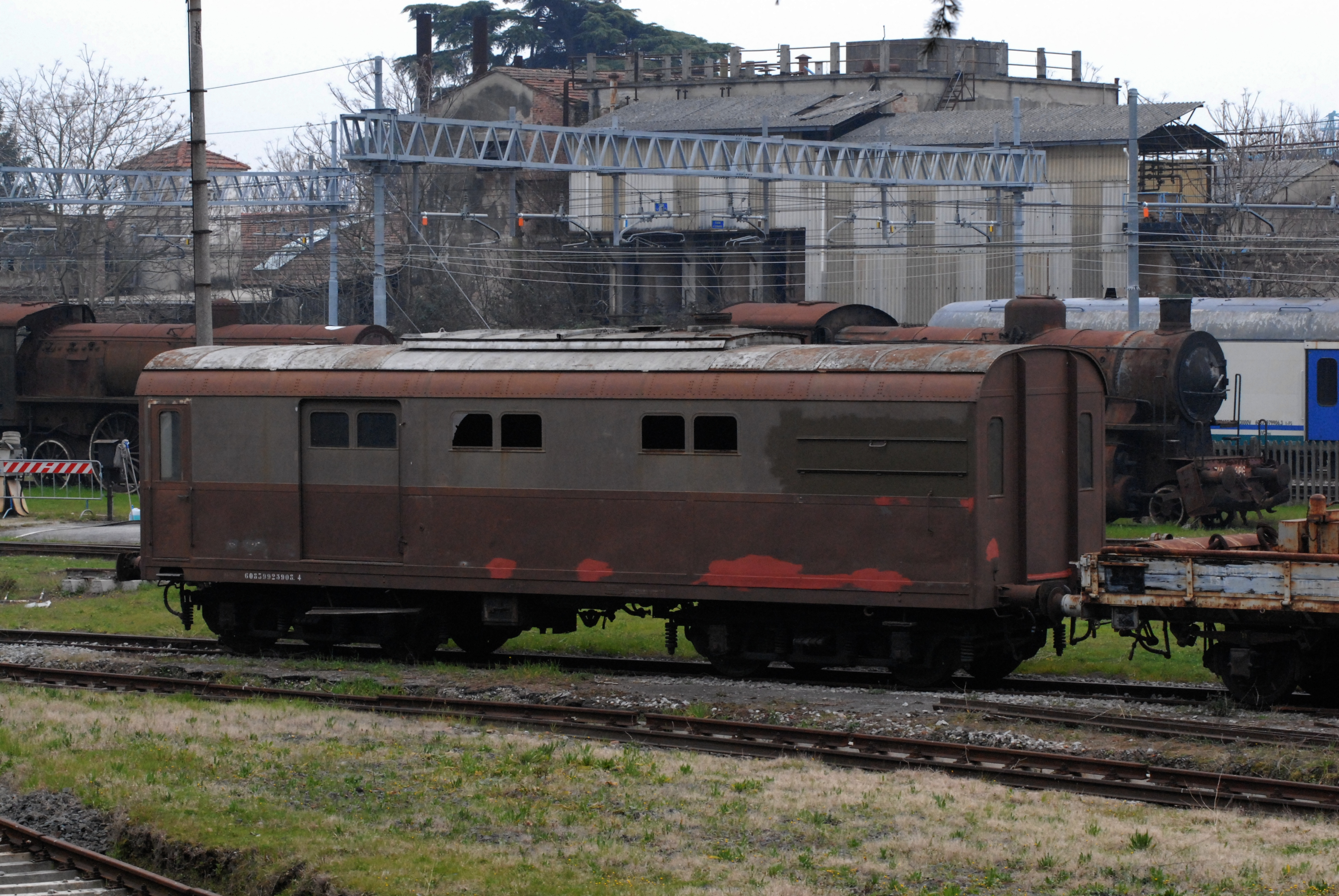
Un carro riscaldo a vapore

Il carro riscaldo è un particolare vagone ferroviario che viene agganciato ad una locomotiva al fine di ottenere il riscaldamento invernale delle carrozze ferroviarie di un treno.
In alcune reti ferroviarie, dopo il primo periodo in cui il riscaldamento dei viaggiatori veniva assicurato con la fornitura di appositi scaldini personali, venne sperimentato agli inizi del Novecento il riscaldamento a vapore delle carrozze. Ciò venne ottenuto montando dei termosifoni nei vagoni viaggiatori, in genere sotto i sedili, collegati ad un'apposita condotta che era collegata alla locomotiva a vapore. Il riscaldamento veniva ottenuto facendo circolare il vapore caldo nei termosifoni.
Tuttavia con l'aumento della composizione dei treni, ma anche con l'esercizio con le locomotive meno prestanti, nelle quali il prelievo di vapore ne avrebbe abbattuto la prestazione, si rese necessario attrezzare degli appositi carri riscaldatori ed in seguito costruirne di specifici. I carri costruiti erano vagoni su cui erano state installate delle caldaie a vapore e che erano anche adibiti al trasporto del combustibile e dell'acqua necessari per il funzionamento.
Molti carri riscaldo vennero ottenuti riutilizzando la caldaia verticale delle automotrici a vapore dismesse a causa della loro scarsa riuscita.
Dai primi vagoni a 2 assi si è passato in seguito anche a vagoni a carrelli. Sui carri riscaldo prendeva posto un fuochista che aveva il compito di governare la caldaia ed erogare il vapore al momento necessario.
L'estensione dei sistemi di trazione elettrica fece progressivamente diminuire l'utilizzazione dei carri riscaldo a vapore in quanto veniva utilizzata l'energia elettrica ad alta tensione, sia a corrente continua che a corrente alternata per alimentare i sistemi di Riscaldamento elettrico carrozze (REC) degli ambienti viaggiatori delle carrozze ferroviarie nonché, ove presenti, quelli di climatizzazione.
In Italia l'uso dei carri riscaldo a vapore per riscaldare i treni di materiale ordinario divenne nuovamente necessario quando a partire dagli anni sessanta del XX secolo iniziò la sostituzione della trazione a vapore con quella Diesel, prima con le locomotive D.341 e in seguito D.343 e D.443.
Il problema dell'economia di esercizio portò presto alla costruzione di furgoni generatori di corrente elettrica a 3 kV che alimentando la condotta REC delle carrozze ferroviarie ne permettevano l'uso dell'impianto di riscaldamento elettrico (e del condizionamento); questo permise il definitivo accantonamento dei carri riscaldo a vapore all'inizio degli anni ottanta.